# Tempesta de novembre del 2001 a Mallorca
La tempesta de novembre de 2001 a Mallorca fou una tempesta molt violenta que assolà tota l'illa de Mallorca dia 10 i 11 de novembre de 2001. El vent i l'aigua foren els principals causadors dels estralls, que comportaren morts, apagades elèctriques, arbres caiguts i carreteres tallades.
El temporal, que també afectà el País Valencià i el Principat, arribà a Mallorca dia 10 de novembre procedent de l'Àrtida i fou la més important de la Mediterrània occidental en cinquanta anys. Hi hagué quatre víctimes mortals, caigueren més de 150.000 arbres, que causaren un fort impacte de desforestació, un 65% de la xarxa viària romangué tallada, més de 175.000 famílies romangueren sense electricitat a casa i hi hagué classes suspeses durant tota la setmana. Durant el temporal, arribaren a caure 250 litres per metre quadrat en determinats punts i s'assoliren vents de 150 km/h. La tempesta més violenta remeté dia 12 al vespre, però el mal temps s'allargà fins dia 15.
El temporal afectà tota l'illa. A Palma i Calvià es produïren dos morts i un altre a Alcúdia; a Sóller fou on caigué més aigua, mentre que tota la costa de Llevant i la Badia d'Alcúdia patiren grans ventades i cops de vent. El municipi més afectat de tots fou el de Pollença. En canvi, la neu caigué només per damunt els 900 m i fou escassa. Tots els ports de les Balears i de la costa de Llevant romangueren tancats durant els dies de temporal més intens.
Les pèrdues foren milionàries, valorades en 37 milions d'euros, principalment destinats al sector primari car el temporal assolà els camps de conreu. El temporal també es cobrà víctimes patrimonials, i així les necròpolis de Son Real i de l'Illot dels Porros i el santuari talaiòtic de la Punta del Patró, a Son Real, patiren grans danys. El santuari, excavat aquell mateix estiu, fou arrasat gairebé totalment, mentre que a la necròpolis de l'illot es desplaçaren diverses lloses i a la de la Punta dels Fenicis romangueren al descobert els ossos de les tombes que encara no s'havien excavat.